# Rechit
| D21 · Aa1 | M17 | M17 | X1 | G23 · G23 · G23 |

| D21 · Aa1 | M17 | M17 | X1 | G23 · G23 · G23 |

| D21 · Aa1 | M17 | M17 | X1 | G23 · Z2 |

| D21 · Aa1 | M17 | M17 | X1 | G23 · Z2 |

| G24 |

| G24 |

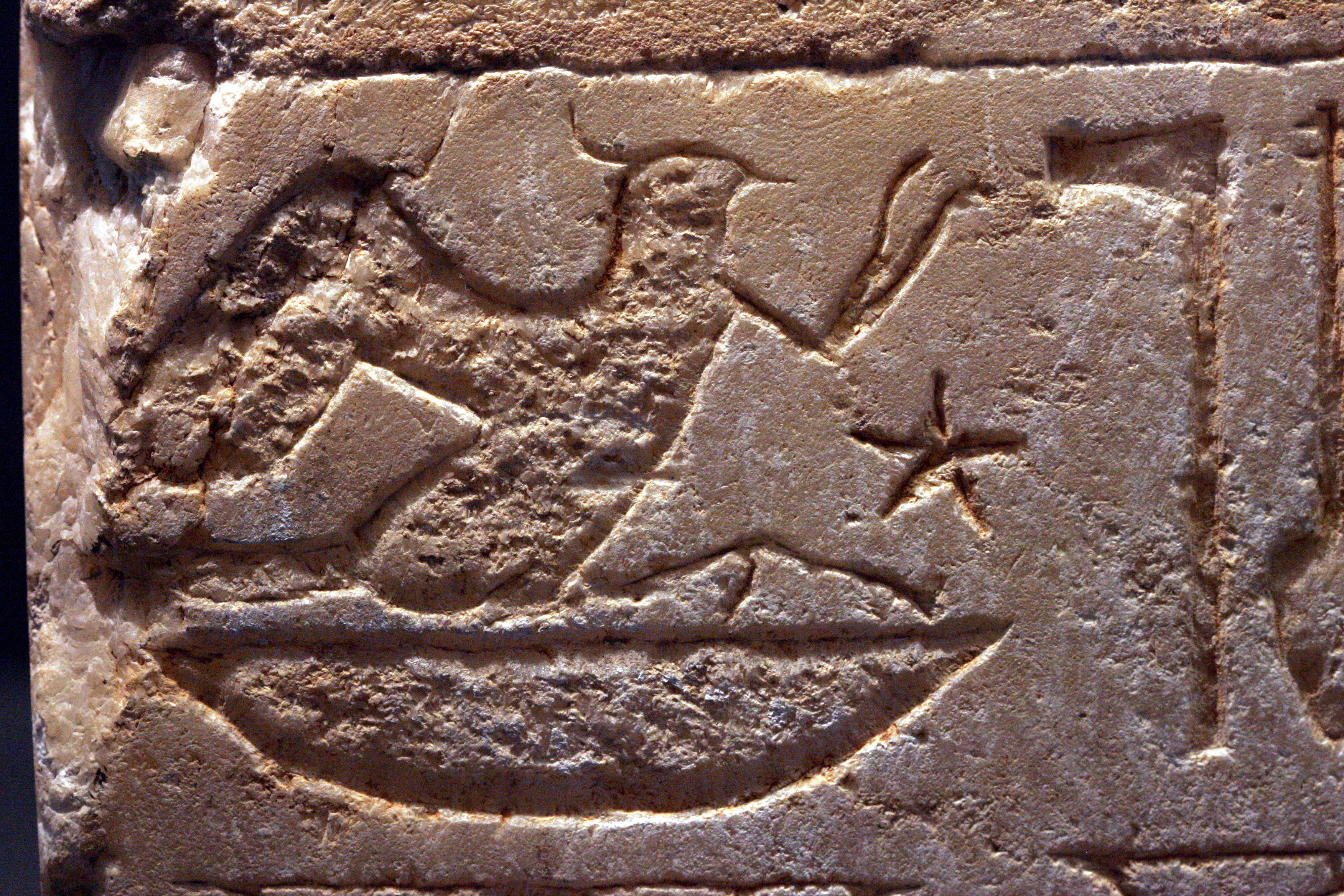
Pták rechit vzdávající chválu

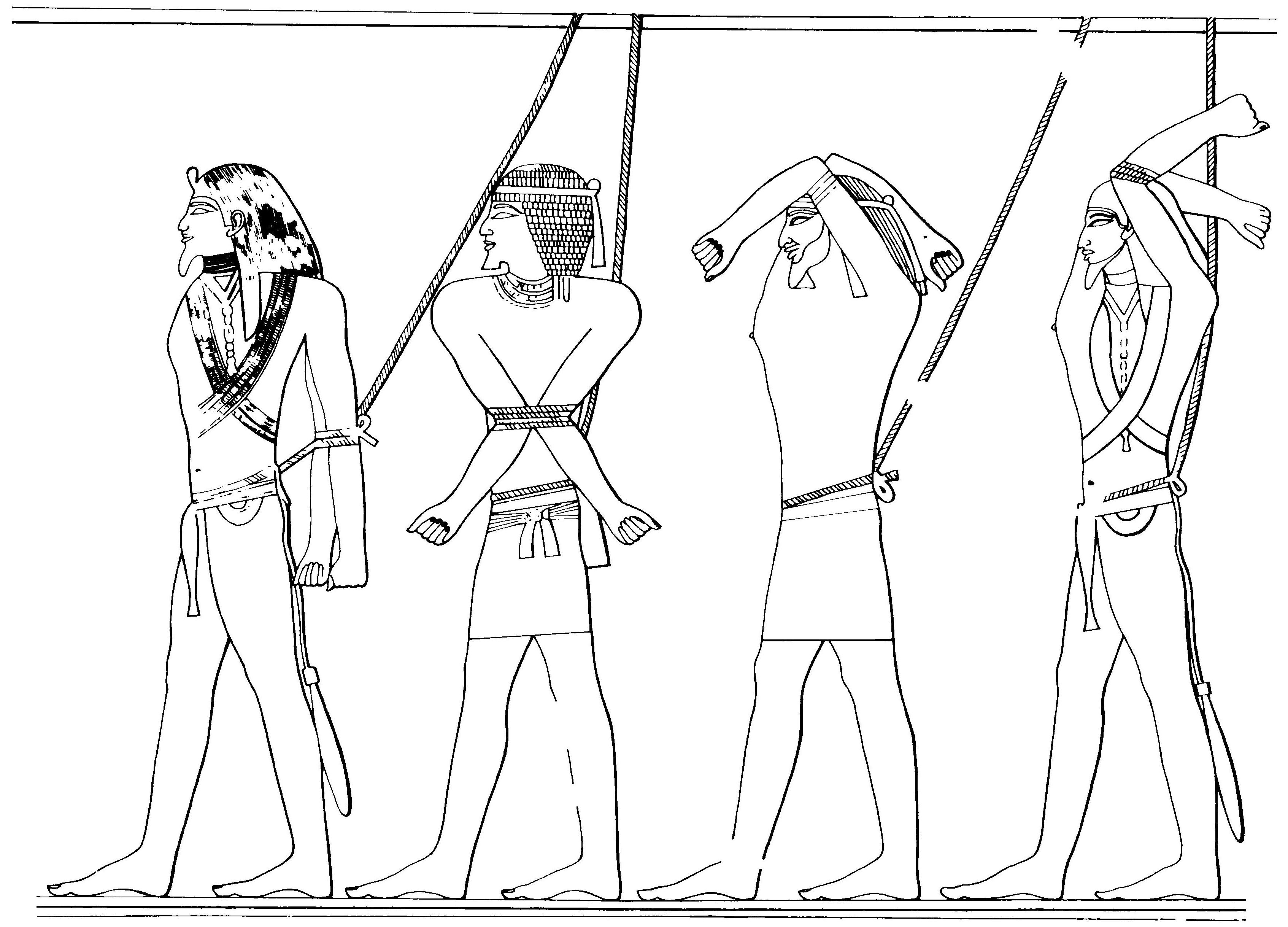
Váleční zajatci na reliéfu ze Sahureova zádušního chrámu

Rechit je staroegyptský symbol v podobě ptáka – čejky nebo kulíka s výraznou hlavou a chocholem – vyjadřující představu velkého množství lidu a často využívaný v mocenské královské ikongrafii jako výzdobný prvek např. trůnů či podstavců soch.
Původně byl spojován s cizími národy porobenými triumfujícím panovníkem, které představolali váleční zajatci; snad tomu tak bylo proto, že pták se svázanými křídly připomínal znázornění zajatce jako člověka s rukama přivázanýma za zády (často i k nohám). Poprvé se motiv ptáků rechit v tomto kontextu objevuje už na palici krále Štíra z doby 0. dynastie, kde možná představují poražené obyvatele severního Egypta v době před sjednocením země.
Patrně nejznámějším příkladem je vyobrazení z počátku 3. dynastie na podstavci sochy Necerchta Džosera ze serdabu jeho pyramidového komplexu, na němž jsou znázorněni vedle nepřátel v podobě tzv. Devíti luků, které Džoser drtí svými chodidly. Od této doby mohou ptáci rechit vedle svého původního významu vyjadřovat také představu věrných poddaných krále; často se pak objevují v pozici „vzdávání chvály“.